# Општина Тоболиу (Бихор)
Тоболиу (рум. Toboliu) општина је у Румунији у округу Бихор.
Oпштина се налази на надморској висини од 94 m.

## Становништво

### Хронологија
| Година       | 2008 | 2009 | 2010 | 2011 | 2012 | 2013 | 2014 | 2015 | 2016 | 2017 |
| ------------ | ---- | ---- | ---- | ---- | ---- | ---- | ---- | ---- | ---- | ---- |
| Становништво | 1959 | 1984 | 2017 | 2059 | 2095 | 2126 | 2114 | 2101 | 2092 | 2093 |